# Флейшер, Бруно
Бруно Отто Фле́йшер (нем. Bruno Otto Fleischer; 2 мая 1874, Штутгарт — 26 марта 1965, Эрланген) — немецкий офтальмолог и педагог.

## Биография
Получив аттестат зрелости, Бруно Флейшер обучался медицине в Тюбингенском, Женевском и Берлинском университетах. В 1898 году защитил докторскую диссертацию в Тюбингене. Впоследствии Флейшер получил в Тюбингене место ассистента в глазной клинике, в 1904 году габилитировался по офтальмологии и в 1909 году получил звание экстраординарного профессора.
В 1920 году Бруно Флейшер принял приглашение и перешёл на работу на кафедру офтальмологии Эрлангенского университета и проработал там до своей отставки в 1951 году.
Независимо от публикации своего коллеги Бернхарда Кайзера в 1902 году Бруно Флейшер описал в 1903 году так называемые кольца Кайзера — Флейшера при болезни Вильсона — Коновалова. В честь Флейшера названо также «кольцо Флейшера» — отложения железа во внешних клетках эпителия.

## Публикации
- Über einen Fall von Akranie mit Amnionverwachsung und seitlicher Nasenspalte und über einen Fall von Nothencephalie: ein Beitrag zur Theorie der Hemicephalie, 1898
- Beiträge zur Histologie der Tränendrüse und zur Lehre von den Secretgranula, 1904
- Verhütung erblicher Augenleiden: Rede anläßlich der Übernahme des Rektorats, gehalten am 4. Nov. 1929, 1930